# Catarratti
Catarratti è una frazione di Messina di circa 2 000 abitanti; rientra nella III Circoscrizione del Comune.

## Origini del nome
Catarratti è un quartiere più suggestivi di Messina.Costruito a ridosso dell'omonima fiumara, probabilmente deve il suo nome alle straordinarie cascate presenti nella vegetazione nella zona superiore del borgo; per questo il nome Catarratti deriverebbe dal greco καταῤῥάκτης [katarràktis], cioè "cascata". Oppure, date le molte vigne sui colli tutt'intorno Catarratti coltivate da secoli fino alla seconda metà del secolo scorso, il toponimo potrebbe derivare dal catarratto, una qualità d'uva molto diffusa in Sicilia.

## Geografia fisica
Situata nella parte ionica della città di Messina, si trova alle pendici dei colli San Rizzo ad una altezza media di 160 metri sul livello del mare ed alle coordinate geografiche latitudine 38°11'45"N - longitudine 15°31'28"E. Si trova a 2,95 km dal centro cittadino messinese.

## Storia
Il piccolo villaggio, Catarratti, situato alle pendici dei colli San Rizzo vede origini antiche che sicuramente risalgono alla prima metà del 1500, forse anche molto più antiche.

## Monumenti e luoghi d'interesse
Da una cartina topografica del quartiere si vede che il piccolo centro urbano contava ben tre chiesette, tutte molto povere come si può constatare dalle testimonianze raccolte, costruite in legno vicine alle case. Una di queste, l'unica che fosse stata costruita in cemento, conteneva un quadro dell'Annunciazione che ancora oggi si conserva all'interno della chiesa grande, oggi parrocchiale, edificata in seguito e dedicata appunto all'Annunziata.

## Società

### Religione
La patrona di Catarratti è la Madonna del Carmelo, che viene festeggiata la prima domenica dopo il 16 di luglio.

## Galleria d'immagini

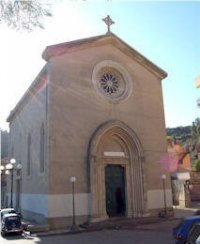
Chiesa di Santa Maria Annunziata
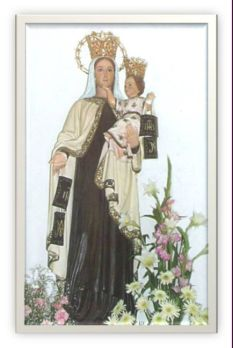
Madonna del Carmelo di Catarratti
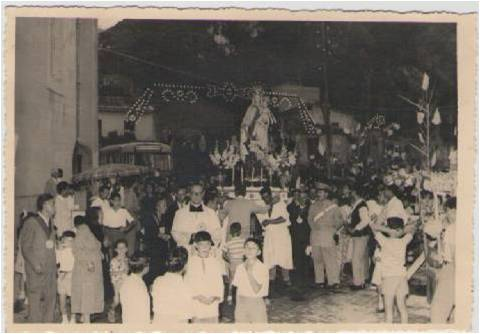
Processione della Madonna a Catarratti, prima metà del '900